# الصحة الجنسية والإنجابية
الصحة الجنسية والإنجابية (SRH) هو مجال بحث واختصاص رعاية صحيّة ونشاط اجتماعي متخصص باستكشاف صحة الجهاز التناسلي ورفاهيته الجنسية خلال جميع المراحل الجنسية. وتعرّف الصحة الجنسية والإنجابية عمومًا على أن يكون الأشخاص قادرين على عيش حياة جنسية مرضية وآمنة، وأن يتمكنوا من الإنجاب والتمتع بحرية القرار فيما يتعلق باحتمال وتوقيت وكيفية القيام بذلك.
وتُعرف منظمة الصحة العالمية (WHO) مصطلح الصحة بشكلٍ أوسع على أنه "حالة من اكتمال السلامة البدنية والعقلية والاجتماعية، وليس مجرد غياب المرض أو العجز". كما أن منظمة الصحة العالمية عرّفت الصّحة الجنسيّة بطريقة عمليّة سنة (2006) على أنها "... حالة من الرفاهية البدنية والعاطفية والعقلية والاجتماعية المتعلقة بالجنس؛ فهي بذلك ليست مجرد غياب المرض أو الخلل الوظيفي أو الضعف. تتطلب الصحة الجنسية نهجًا إيجابيًا ومحترمًا للجنس والعلاقات الجنسية، فضلاً عن إمكانية الحصول على تجارب جنسية ممتعة وآمنة، خالية من الإكراه والتمييز والعنف. لتحقيق الصحة الجنسيّة والحفاظ عليها، كما يجب احترام الحقوق الجنسية لجميع الأشخاص وحمايتها وإنجازها". ويشمل المصطلح الرفاهية الجنسيّة، بما في ذلك قدرة الفرد على ممارسة الجنس الآمن والمُرضي والمسؤول والحرية في اتخاذ القرار بشأن ما إذا كان يرغب في القيام بذلك، ومتى، وكم مرة. وتقوم وكالات الأمم المتحدة على وجه الخصوص بتعريف الصحة الجنسية والإنجابية على أنها تشمل السلامة البدنية والنفسية فيما يتعلق بالجنس. بالإضافة إلى ذلك، أكدت العديد من الوكالات مثل الجمعية العالمية للصحة الجنسية على أهمية ضمان أن تكون الحياة الجنسية مُمتعة ومُرضية، ولا تركز فقط على العواقب السلبية للجنس، فضلاً عن النظر في التأثيرات الإيجابية على الصحة والرفاهية للعلاقات المُرضية والآمنة. وفي تعريفات أخرى تشمل الصحة الجنسيّة والإنجابية الوصول إلى التربية الجنسية، والوصول إلى وسائل آمنة وفعالة وميسورة التكلفة ومقبولة لتحديد النسل، فضلاً عن الوصول إلى خدمات الرعاية الصحية المناسبة، لأن بقاء المرأة بأمان خلال الحمل والولادة يمكن أن توفر للأزواج أفضل فرصة لإنجاب طفل سليم.

## نظرة عامة
قدرت منظمة الصحة العالمية في عام 2008 أن "الصحة الإنجابية والجنسية الرديئة تمثل 20% من العبء العالمي لسوء الصحة لدى النساء، و14% لدى الرجال". ووفقًا لصندوق الأمم المتحدة للسكان، فإن الاحتياجات غير الملباة للصحة الجنسية والإنجابية تحرم النساء من الحق في اتخاذ "خيارات حاسمة بشأن أجسادهن ومستقبلهن"؛ مما يؤثر على رفاهية الأسرة. وعادة ما تنجب النساء الأطفال وترعاهم، وبالتالي فإن صحتهن الإنجابية إحدى جوانب المساواة بين الجنسين، كما يؤدي حرمانهن من هذه الحقوق إلى تفاقم الفقر.

## صحة المراهقين

نسبة ولادة المراهقات التي يتراوح أعمارهن بين (15-19 عامًا) بالفترة بين عامي (2000-2009).

إن صحة المراهقين تشكل عبئًا عالميًا كبيرًا، وتكون أعباء المراهقين أكبر وأكثر تنوعًا من أعباء البالغين، مثل قضايا الحمل المبكر والأبوة والأمومة وصعوبة الحصول على وسائل منع الحمل والإجهاض الآمن ونقص الوصول للرعاية الصحيّة والنفسية وارتفاع معدلات الإصابة بالإيدز وغيرها من الأمراض المنقولة جنسيًا. بالنسبة لمعظم الفتيات المراهقات، والتي لم يكتمل نمو أجسامهن بعد، وبالتالي فإن الحمل يعرضهن للمضاعفات الصحيّة. وتتراوح هذه المضاعفات بين فقر الدم والملاريا وفيروس نقص المناعة البشرية وغيره من الأمراض المنقولة جنسياً والنزيف بعد الولادة ومضاعفات ما بعد الولادة واضطرابات الصحة العقلية مثل الاكتئاب والأفكار أو محاولات الانتحار.